# Jordi Bosch Mollera
Jordi Bosch i Mollera (Girona, 29 de gener de 1927 - Llambilles, 22 de gener de 2002) fou un metge i cineasta amateur català.

## Biografia
Llicenciat en Medicina el 1950 per la Universitat de Barcelona i Doctorat el 1958. Va ser acadèmic numerari de la Reial Acadèmia de Doctors de Barcelona, de València i de Múrcia. El 1956 fou director de sanatoris i professor Honorari de l'Escola Nacional de Malalties de Tòrax. Director Cap Clínic de la Ciutat Sanatorial de Terrassa. Des del 1962 fou cirurgià del tòrax de l'Hospital de Santa Caterina de Girona i des del 1980 fins a la jubilació, metge consultor pneumòleg. Membre de la American Thoracic Society i del American College of Chest Physicians. Diplomat en Broncologia a la Universitat de París i en malalties respiratòries del treball. Des del 1964 al 1968 fou President de l'Associació Fotogràfica i Cinematogràfica de Girona. Al 1993 la Generalitat de Catalunya li atorgà la medalla de plata de la Creu Roja i la medalla a l'esport.

## Obra cinematogràfica
Com a cineasta amateur va filmar 16 pel·lícules, la temàtica de les quals tracta sobretot de les tradicions de la ciutat de Girona, com ara la processó de Corpus (1964) o l'exposició de flors a Sant Pere de Galligants (1968). Però Bosch Mollera també va filmar altres testimonis documentals, com ara les inundacions a Girona l'any 1962 o la nevada de 1963. La seva obra també va recollir algunes tradicions de les comarques gironines com el Corpus a Sant Feliu (1966) o les Festes de primavera a Palafrugell (1964), i algun documental sobre zones rurals, com Restauració d'una masia. Va participar en diferents concursos nacionals i provincials de Cinema Amateur en els quals va obtenir diversos premis, com el primer premi de l'Associació Fotogràfica i Cinematogràfica de Girona (AFIC) al millor film Súper 8 sonoritzat per la seva obra "Kurkuya".

## Enllaç de Referència
- Jordi Bosch i Mollera | Galeria de Metges Catalans

1. ↑  Barbarà i Puig, Joan «Vint anys sense Jordi Bosch i Mollera». Revista de Girona, 335, 2022, pàg. 48-51.